# 华声报
《华声报》是中华人民共和国第一家全国性的侨界专业报纸，现仅有电子版的中国侨网，由华声报（电子版）社主办。华声报（电子版）社是国务院侨务办公室直属事业单位。

## 简介
《华声报》创办于1982年，由廖承志创立，报头“华声报”三字也是由廖承志题写。该报每周两次在国内出版。曾发行世界近百个国家和地区。
进入1990年代后，由于国际间新闻竞争日趋激烈，《华声报》于1994年底停办，改为侧重深度报道中国新闻的月刊《华声月报》，108页全彩色印刷。该刊物受到读者喜爱，但出版周期长，且发行力量难以渗透到世界各地，导致发行量难以大幅增长，另外读者订阅手续繁琐，且该月刊制作成本极高。
1997年4月，《华声月报》申请了“www.hsm.com.cn”域名，同年5月25日以“《华声报》电子版”之名登上互联网。得力于高钢总编辑和邓欣欣等编辑的开创性工作，该网站从仅转载《华声月报》版面内容很快扩展到随时发布新闻信息。1998年初，新任国务院侨务办公室主任郭东坡向全球华侨华人发表新年贺辞，“《华声报》电子版”即时上网发布，受到领导好评。该网站访问量和影响力均大增，成为颇有名气的国内新闻网站。
截至1999年初，《华声报》电子版已在美国和中国北京设有两个网站，分别以国际顶端域名和中国顶端域名同步运行，同时在日本拥有镜像站点。《华声报》电子版是中华人民共和国国内首家以电子邮件方式正规地向用户免费提供新闻服务的新闻网站，自1997年7月底，由其将“本周新闻”、“全球华人”、“华声视角”这三个新闻专栏的内容用纯文本文件格式制作成“每周中国新闻”，每周末向订户电子邮箱免费传送，截至1999年6月世界各地订户已达8000人。除发布新闻外，华声还在网站上建立了“中国国情”、“中国新闻回顾”等多个资料库。
尽管当时互联网在中华人民共和国国内发展迅速，但是带宽不足、通信资费高，故障也时有发生。如1997年9月18日中共十五大闭幕当天，《华声报》电子版通信线路发生故障，中断传输20个小时，导致当日要闻不能及时上网发布。
1998年3月中旬，《华声报》电子版启动了与美国华渊生活资讯网的信息传播合作，由《华声报》电子版向华渊网提供每日新闻和专栏信息，双方进行广告分成，此后《华声报》电子版的访问人数激增，根据网上第三方商业机构统计，截至1999年初每日通过华渊网访问华声的人次已达10万，美国总统克林顿访华期间最高一天的访问量超过40万人次。
英国路透社经过3个月考察，于1998年6月找到《华声报》电子版，提出购买《华声报》电子版的中国新闻。双方签定了供稿合同。路透社还出据了一个将《华声报》电子版认定为路透社中国新闻提供者的证书。
1998年7月，美国YAHOO公司主动提出与《华声报》电子版开展信息传播合作，合作方式与《华声报》电子版同华渊网的合作相同。由此《华声报》电子版的新闻又进入YAHOO的新闻主页。
1998年4月，中华人民共和国国内发行量最大的计算机报《电脑报》网上投票评选中国国内优秀网站，进入前10位的专业新闻网站仅两家，一家是第6位的《人民日报》，另一家就是第8位的《华声报》电子版。同年5月该评选再次进行，进入前10位的专业新闻网站仅一家即《华声报》电子版。
《华声报》电子版的知名度迅速提升，到1999年初每天被下载的页面超过50万，当时美国国会图书馆、中华人民共和国国内外主流新闻传媒及部分著名国外商业机构都成为华声新闻的订阅者及访问者。据华渊网1998年5月提供的统计数据，华声新闻的访问人次已同台湾中央社新闻的访问人次相当，成为华渊网上位居前三位的新闻站点。
《华声报》电子版开办后，一直由华声月报社主办。2001年，华声月报社改为华声报（电子版）社。华声报（电子版）社是中华人民共和国第一家只有网络媒体的新闻机构，该社运营“华声龙脉网”。
2001年5月18日，“华声龙脉网”在北京正式开通，该网由国务院侨务办公室与中国海外交流协会主办，整合了《华声报》电子版和“龙脉网”，为全球华人华侨提供综合性信息服务，目标是“办成华侨华人的网上家园”，国务院侨办主任、中国海外交流协会副会长郭东坡在开通仪式上讲话，并来到该网站总编室与网站负责人张渝、总编缉高钢一同观看网站。“华声龙脉网”继续举办“中国中西部地区对外经济技术合作网上洽谈会”，同时该网站链接了部分海外中文学校以开展网上华文教育，该网站还专门设置了“侨界信箱”以开展面向全球华侨华人的网上信访工作。
2003年7月18日，由“华声龙脉网”更名而来的“中国侨网”正式开通。
2014年6月6日，在第七届世界华侨华人社团联谊大会在北京举办期间，中国侨网全新版启动仪式在大会举办地北京饭店亮相，中国侨网全新版正式上线。
中国侨网是由中国新闻社投资控股的北京中新网信息科技有限公司管理。2017年8月4日，国务院侨务办公室主任裘援平一行赴中国新闻社，考察中国侨网和侨宝客户端建设情况。

## 历任领导
| 社长 - 周倜（？—？，华声报社社长） - 范东升（1994年—1998年，华声月报社社长） - 郭招金（？—？，华声月报社社长） - 孙永良（？—？，华声报（电子版）社社长，中国新闻社副总编辑兼中国新闻网总裁兼） | 总编辑 - 周倜（？—？，华声报社社长兼总编辑） - 范东升（1994年—1998年，华声月报社社长兼总编辑） - 高钢（2001年—2003年9月，华声月报社总编辑） |